# Malayalamskrift

Malayalamskriftens konsonanter.

Malayalamskrift (malayalam മലയാളലിപി, Malayāḷalipi) är ett skriftsystem som används huvudsakligen för att skriva malayalam. Skriftsystemet används också bland annat av språken irula, paniya, ravula och kudiya.
Malayalamskriften är ett skriftsystem av typen abugida, vilket betyder att varje tecken representerar ett konsonant- och ett vokalljud. Vokalljuden ändras med hjälp av diakritiska tecken. Vokaler kan också enskilt representeras som tecken om de står först i ordet..
Skriften skrivs horisontalt från vänster till höger.
Det finns skilda meningar om vad som utgör självständiga tecken. Av den anledningen uppger grammatikböcker olika antal tecken i skriften: 48, 49 eller 53.. Skriften anses vara fonetisk då den används för att skriva malayalam. Sedan 1960-talet har det gjorts försök att göra skriftsystemet mer alfabetiskt..

## Historia

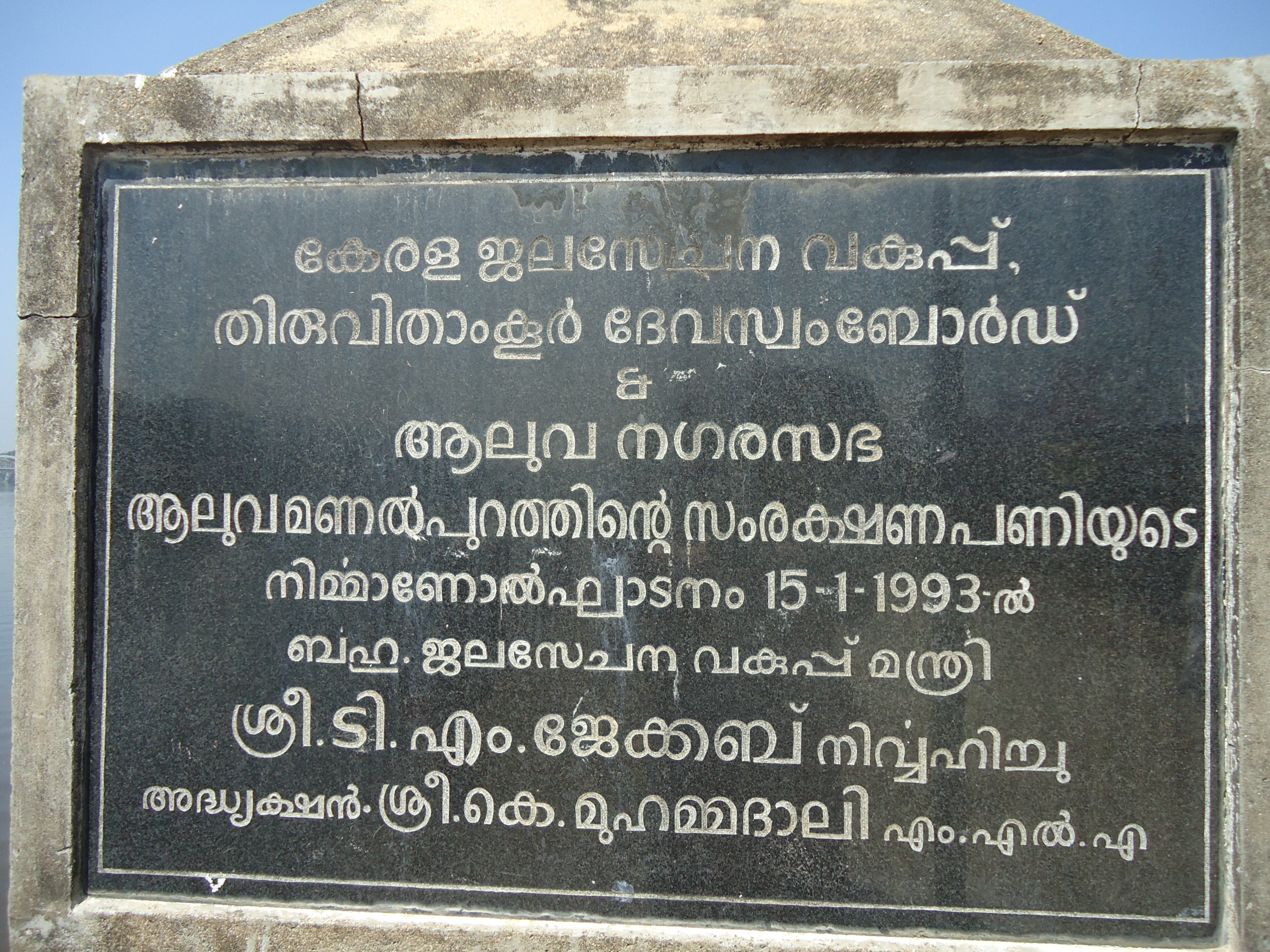
Stentavla med malayalamskriften.

Liksom de flesta andra ursprungliga skrifter från Indien, så härstammar också malayalamskriften ursprungligen från brahmi, och kom fram på 200-talet f.Kr. I vissa södra delar av Indien anses det ha varit en separat sydlig brahmi..
Enligt konsensus har malayalamskriften utvecklats från skriften som heter grandha på 700-talet. De då regerande kungarna i nuvarande Keralas ersatte det tamilska alfabetet för att grandha passade bättre för att skriva sanskrit och lånord därifrån.. Malayalam har en långvarig anknytning till tamil och de två språken har tros antingen samma urform eller att malayalam har utvecklats från en dialekt av tamil. Malayalam har dock lånat mycket från sanskrit vilket har också påverkat skriften.
På 900-talet började en annan skrift, vattezhuthu, användas för att skriva malayalam. Den nuvarande formen av skriften kom fram på 1600-talet..
Den senaste skriftreformen gjordes på 1970-talet då bl.a. en del oregelbundna konjunktioner ersattes med en mer förutsägbar sekvens av enskilda bokstäver.
Stilistiskt är malayalamskriften rund. Detta tycks bero på det att det skrevs på torkade palmblad innan papper blev populärt i Indien.

## Konsonanter
| Tecken | Lat. | Uttal  |
| ------ | ---- | ------ |
| ക      | ka   | [ka]   |
| ഖ      | kha  | [kʰa]  |
| ഗ      | ga   | [ga]   |
| ഘ      | gha  | [ɡʱa]  |
| ങ      | ṅa   | [ŋa]   |
| ച      | ca   | [t͡ʃa]  |
| ഛ      | cha  | [t͡ʃʰa] |
| ജ      | ja   | [d͡ʒa]  |
| ഝ      | jha  | [d͡ʒʱa] |
| ഞ      | ña   | [ɲa]   |

| Tecken | Lat. | Uttal    |
| ------ | ---- | -------- |
| ട      | ṭa   | [ʈa]     |
| ഠ      | ṭha  | [ʈʰa]    |
| ഡ      | ḍa   | [ɖa]     |
| ഢ      | ḍha  | [ɖʱa]    |
| ണ      | ṇa   | [ɳa]     |
| ത      | ta   | [t̪a]     |
| ഥ      | tha  | [t̪ʰa]    |
| ദ      | da   | [d̪a]     |
| ധ      | dha  | [d̪ʱa]    |
| ന      | na   | [na, n̪a] |

| Tecken | Lat. | Uttal |
| ------ | ---- | ----- |
| പ      | pa   | [pa]  |
| ഫ      | pha  | [pʰa] |
| ബ      | ba   | [ba]  |
| ഭ      | bha  | [bʱa] |
| മ      | ma   | [ma]  |
| യ      | ya   | [ja]  |
| ര      | ra   | [r̪]   |
| ല      | la   | [la]  |
| വ      | va   | [ʋa]  |
| ശ      | śa   | [ɕa]  |

| Tecken | Lat. | Uttal |
| ------ | ---- | ----- |
| ഷ      | ṣa   | [ʃ]   |
| സ      | sa   | [sa]  |
| ഹ      | ha   | [ɦa]  |
| ള      | ḷa   | [ɭa]  |
| ഴ      | ḻa   | [ɻa]  |
| റ      | ṟa   | [ra]  |

Källa:

## Vokaler
| Vokal | Lat. | Med ക-tecken | Lat. | Uttal |
| ----- | ---- | ------------ | ---- | ----- |
| അ     | a    | ക            | ka   | [a]   |
| ആ     | ā    | കാ            | kā   | [aː]  |
| ഇ     | i    | കി            | ki   | [i]   |
| ഈ     | ī    | കീ            | kī   | [iː]  |
| ഉ     | u    | കു            | ku   | [u]   |
| ഊ     | ū    | കൂ            | kū   | [uː]  |
| ഋ     | r̥    | കൃ            | kr̥   | [rɨ]  |

| Vokal | Lat. | Med ക-tecken | Lat. | Uttal |
| ----- | ---- | ------------ | ---- | ----- |
| എ     | e    | കെ            | ke   | [e]   |
| ഏ     | ē    | കേ            | kē   | [eː]  |
| ഐ     | ai   | കൈ            | kai  | [ai̯]  |
| ഒ     | o    | കൊ            | ko   | [o]   |
| ഓ     | ō    | കോ            | kō   | [oː]  |
| ഔ     | au   | കൗ            | kau  | [au̯]  |

Källa: